# Bussière-Badil
Bussière-Badil település Franciaországban, Dordogne megyében. Lakosainak száma 372 fő (2022. január 1.). Bussière-Badil Écuras, Eymouthiers, Étouars, Busserolles, Saint-Estèphe, Teyjat és Soudat községekkel határos.

## Népesség
A település népességének változása:
| Lakosok száma | 584  | 540  | 530  | 514  | 423  | 402  | 391  | 374  | 373  | 372  |
|               | 1968 | 1982 | 1990 | 2006 | 2013 | 2015 | 2017 | 2019 | 2020 | 2022 |